# Nora Ephron
Nora Ephron (født 19. maj 1941, død 26. juni 2012) var en amerikansk filminstruktør, manuskriptforfatter og forfatter.
Ephron blev født i New York City og voksede op i Beverly Hills, Californien. Hendes forældre, Henry og Phoebe Ephron, var begge to dramatikere og manuskriptforfattere. Nora har tre yngre søstre, deriblandt forfatteren Amy Ephron og manuskriptforfatteren Delia Ephron (The Sisterhood of the Traveling Pants).
Nora Ephron var gift tre gange. Anden gang var med Carl Bernstein. Hendes roman Heartburn, senere en film med Jack Nicholson og Meryl Streep, handler om deres liv sammen; Bernstein truede med at anlægge sag.

## Udvalgte film

### Som instruktør
- Søvnløs i Seattle (1993)
- Michael (1996)
- You've Got Mail (1998)
- Bewitched (2005)
- Julie & Julia (2009)

### Som manuskriptforfatter
- Silkwood (1983, om Karen Silkwood-affæren)
- Da Harry mødte Sally (1989)